# Ridderzaal
De Ridderzaal is de middeleeuwse ontvangstzaal van het Grafelijk kasteel midden op het Binnenhof in Den Haag. De Ridderzaal is in gebruik voor ceremoniële staatsbijeenkomsten waaronder het uitspreken van de jaarlijkse Troonrede.

## Geschiedenis
Even voor 1230 kocht Floris IV van Dirk van Wassenaar het hof van vrouwe Meilendis in wat later 's-Gravenhage zou worden. Hij begon met de bouw van een grafelijk verblijf, waarvan het woonkwartier de kern vormde.
De zaal was de ontvangstzaal van het in de dertiende eeuw gebouwde grafelijke zalencomplex en werd de Grote of Hoge Zaal genoemd en is gebouwd in opdracht van graaf Willem II van Holland en rond 1288 voltooid onder graaf Floris V van Holland. Bij afwezigheid van de graven werd de zaal later alleen maar gebruikt als voorportaal van de Rolzaal waar het Hof van Holland zitting hield. In de tijd van de Republiek werd de zaal voor allerlei andere doeleinden gebruikt, zoals voor verkoop van boeken, wandelplaats, markt, winkelcentrum, wachtruimte voor de rechtbank, exercitieruimte en voor trekkingen van de Staatsloterij. Daarom werd hij ook wel Loterijzaal genoemd. De naam Ridderzaal is pas in de negentiende eeuw, onder invloed van de romantiek, in gebruik geraakt.
In 1994 en 1995, tijdens de restauratie van haar eigen vergaderzaal, gebruikte de Eerste Kamer de Ridderzaal om te vergaderen. Dit gebeurt ook in 2020 en 2021 tijdens de coronacrisis in Nederland, waardoor het niet mogelijk is om in de zaal van de Eerste Kamer te vergaderen omdat niet voldaan kon worden aan de anderhalvemeter maatregel. Om dezelfde reden werden de Troonredes van 2020 en 2021 niet uitgesproken in de Ridderzaal, maar in de Grote Kerk. Daar was meer ruimte om aan deze maatregel te kunnen voldoen dan in de Ridderzaal. Ook de vanaf 2022 wordt de Troonrede niet in de Ridderzaal uitgesproken, ditmaal vanwege de renovatie van het Binnenhof. Deze wordt vanaf dat jaar tijdelijk uitgesproken in de Koninklijke Schouwburg.

## Huidig gebruik
De zaal biedt ruimte aan maximaal 850 personen. Sedert 1904 wordt in de Ridderzaal jaarlijks een Verenigde Vergadering der Staten-Generaal gehouden waarin de koning(in) de troonrede uitspreekt. Sinds 1848 (met onderbreking tijdens de Tweede Wereldoorlog) wordt daarmee op de derde dinsdag van september het parlementaire vergaderjaar geopend (Prinsjesdag). De Ridderzaal wordt geregeld gebruikt voor staatsdiners, intergouvernementele conferenties, herdenkingen, huldigingen, ceremoniële handelingen zoals het ondertekenen van verdragen en de uitreiking van staatsprijzen. Zo plaatste op 1 december 1954 koningin Juliana in de Ridderzaal haar bevestigende handtekening onder het Statuut voor het Koninkrijk der Nederlanden. Ter gelegenheid van de ondertrouw tussen prinses Beatrix der Nederlanden en Claus von Amsberg op 27 februari 1966, werd het stel 's avonds in de zaal een groots feest aangeboden met onder meer een optreden van cabaretier Paul van Vliet. Een ander voorbeeld is de huldiging van medaillewinnaars onder de Nederlandse deelnemers aan de Olympische Spelen, die in de zaal een koninklijke onderscheiding ontvangen.

## Gebouw

### Beschrijving
De laat-middeleeuwse Ridderzaal meet inwendig 17,89 meter breed en 38,30 meter diep. De kap heeft een vrije overspanning van 17,80 meter. De voet van de kap ligt op 7,53 meter hoogte en de nok is 25,74 meter hoog. De gevels hebben een dikte van 1,20 meter en steunberen van 1,10 bij 1,55 meter dikte. De zaal rust op drie aaneengesloten kelders met muren van 1,26 tot 1,55 meter dikte. In die tijd was dit een constructie die in Nederland niet werd geëvenaard en zich kon meten met de grootste zalen elders in Europa. Onder de Ridderzaal bevinden zich drie grote kelders, waarvan de middelste de oudste is. In hun publicatie Graven van Holland stellen D.E.H. de Boer en E.H.P. Cordfunke dat deze (middelste) kelder bovendien het oudste gebouw is van het Binnenhof en al bestond vóór de Rolzaal, de Haagtoren, de ronde traptoren, de vertrekken van de gravin én de Ridderzaal. In de voorste kelderruimte was tot 2012 een ontvangst- en informatiecentrum gevestigd. Sindsdien is dit deel in gebruik als expositieruimte.

### Restauraties

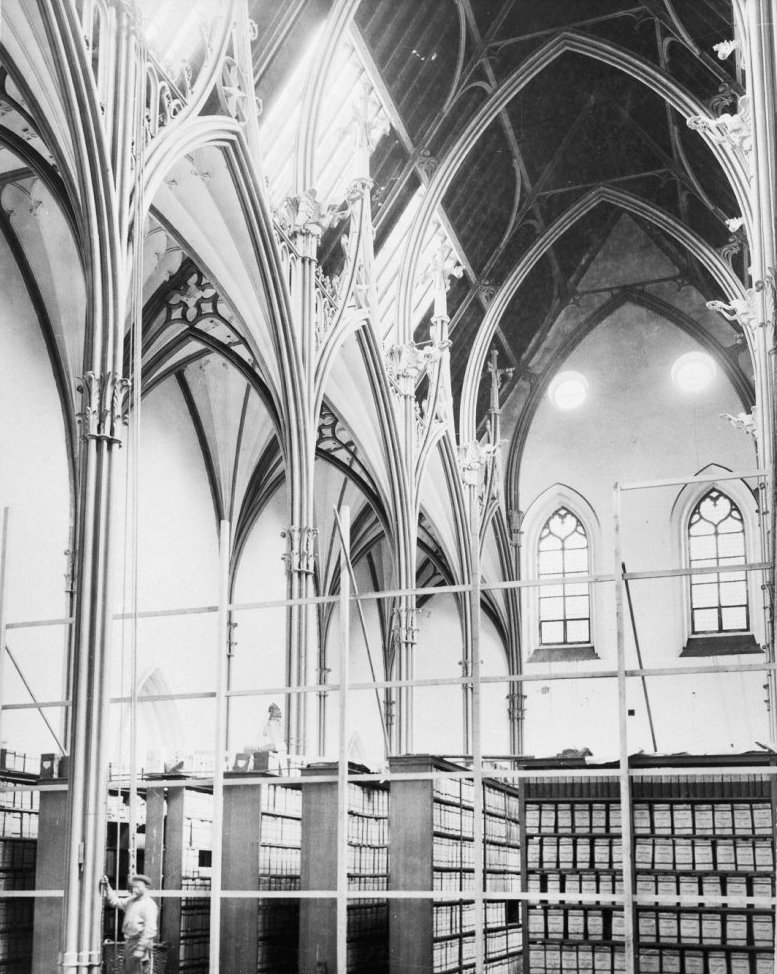
Ridderzaal met gietijzeren overspanning voor de restauratie, in gebruik als archief

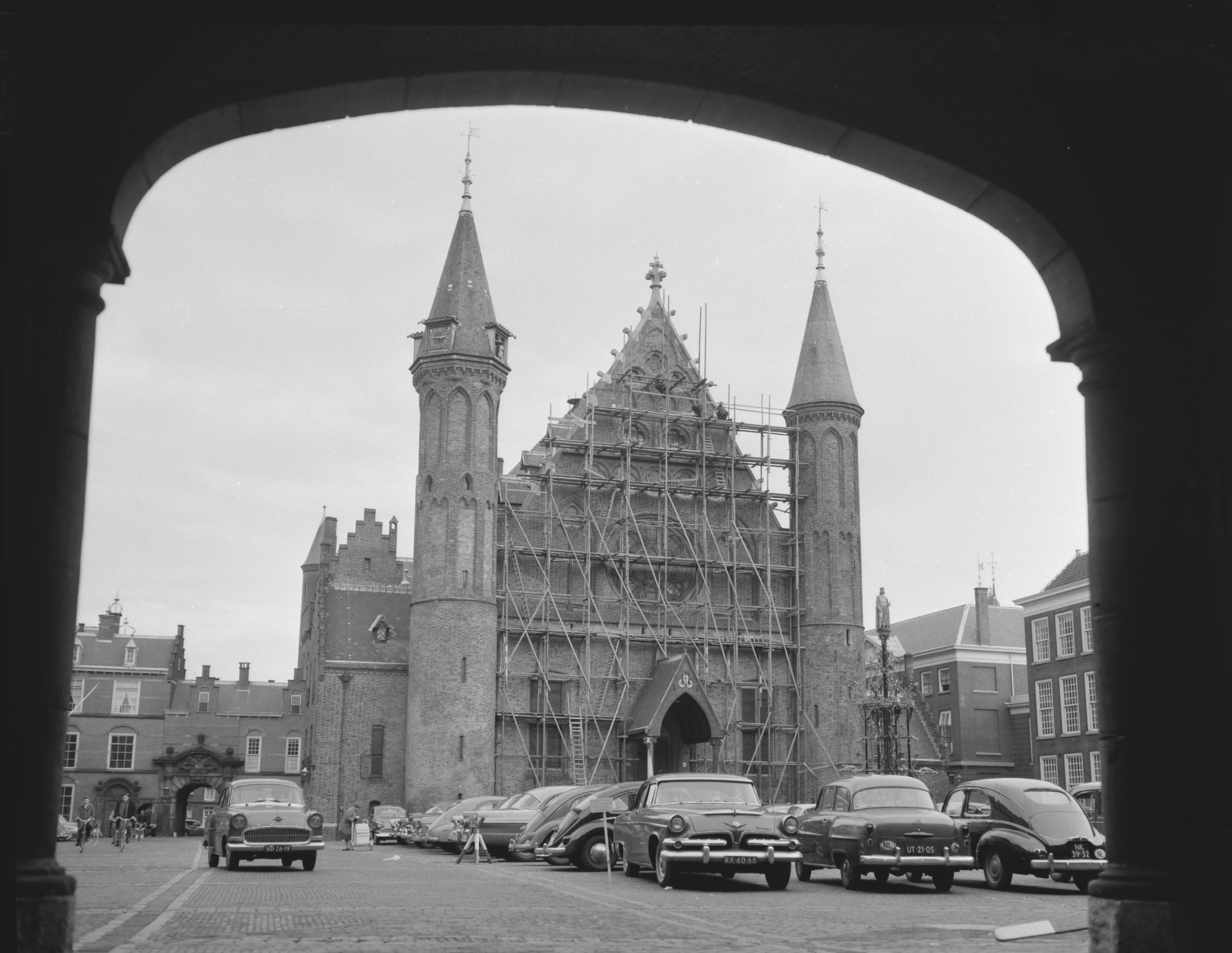
Gevelrestauratie in 1958

Er hebben meerdere restauraties plaatsgevonden, in 1806 al door architect Adriaan Noordendorp in opdracht van koning Lodewijk Napoleon.
Het houten dak werd in 1860 onder leiding van Rijksbouwmeester Willem Nicolaas Rose afgebroken en vervangen door een gietijzeren neogotische constructie. Rose wilde zo de zaal zijn oorspronkelijke sierlijkheid teruggeven. Hij dacht namelijk dat de houten kap niet origineel kon zijn omdat de kap in zijn tijd ongeëvenaard groot was. Later zou blijken dat Rose het bij het verkeerde eind had en hij dus de originele kap had gesloopt. Rose baseerde zich op zijn eigen diepgaande onderzoek naar de Ridderzaal. Daarbij liet hij zijn assistent Johannes Craner ook nauwkeurige opmetingstekeningen maken.
In 1904 werd de Ridderzaal weer in gebruik genomen na een grootscheepse restauratie onder leiding van Rijksbouwmeester Daniël Knuttel. Daarbij werd de zaal weer zeer getrouw in oude staat hersteld. De gietijzeren kapconstructie van Rose werd in 1904 vervangen door een replica van het originele houten dak uit de dertiende eeuw. Daarbij is dankbaar gebruikgemaakt van de tekeningen die Rose door Craner had laten maken. Enkele bijgebouwen die in de loop der tijd tegen de Hoge Zaal aan gebouwd waren werden afgebroken. Knuttel werd bijgestaan door een commissie. Een van de leden van die commissie, Rijksbouwmeester Cornelis Peters, deed veel onderzoek naar de bouwgeschiedenis.
In 2005 werd de Ridderzaal gerenoveerd. De inrichting van de Ridderzaal ziet er nu grotendeels weer uit zoals die in 1904 bedoeld was. De provincievlaggen die in de Ridderzaal hingen zijn vervangen door wandkleden. Op Prinsjesdag 2006 (19 september) werd de zaal na de renovatie weer in gebruik genomen.

## Tronen
De troon voor het staatshoofd is van architect Pierre Cuypers en dateert uit 1904. Er horen drie kleinere zetels (neventronen) bij voor de gemaal en de meerderjarige opvolgers van het staatshoofd. Tot 1964 waren dat de prinsessen Beatrix en Irene, daarna Beatrix en Margriet. In 1968 werd er een vierde neventroon bijgemaakt voor prinses Christina. Een van de neventronen was dus 'namaak' - welke dat was werd geheimgehouden. Sinds 2013 staat een van de neventronen weer in de zaal, voor koningin Máxima. De overige neventronen worden niet gebruikt en zijn opgeslagen in de Grafelijke Zalen.